# Shinehead
Shinehead, pseudonimo di Edmund Carl Aiken (Kent, 10 aprile 1962), è un cantante e rapper britannico di origine giamaicana.

## Biografia
Iniziò come componente di vari sound system dancehall nel quartiere del Bronx a New York.
Dopo l'esordio nel 1986 per l'etichetta indipendente African Love Music firmò nel 1988 per la Elektra Records con cui rimase fino al 1995. Il suo stile fondeva il reggae e la dancehall con il cantato rap tipico dell'hip hop.
Il suo più importante successo fu la cover del brano di Sting Englishman in New York reintitolata Jamaican In New York che raggiunse il 30º posto nella classifica inglese dei singoli.

## Discografia
- 1986: Rough & Rugged
- 1988: Unity
- 1990: The Real Rock
- 1992: Sidewalk University
- 1994: Troddin´
- 1999: Praises